# Воссоединение Украины с Россией (сборник)
«Воссоединение Украины с Россией» — трёхтомный корпус документов и материалов, изданный в 1953 году в честь 300-летия Воссоединения Украины с Россией. Подготовлен и выпущен Институтом истории АН СССР, Институтом истории АН УССР и Архивным управлением Украины.

## Состав
Содержит 747 документов, охватывающих исторический период с 1620 года по 1654 год и отражающих процесс выхода территорий Украины из-под власти Речи Посполитой и её ориентации на интеграцию с Русским царством. Значительная часть документов, характеризующих экономическое и политическое состояние украинских земель накануне крестьянско-казацких восстаний 1630-х годов и событий по формированию украинской территории 1648-1676 годов, дипломатических отношений Богдана Хмельницкого и др. были взяты из фондов Центрального государственного архива древних актов СССР, Центрального государственного архива Украины и его филиалов, и были опубликованы впервые.

## Оценки
Энциклопедия истории Украины рассматривает публикацию сборника как выразительное следование идеологической цели: доказательства, что лейтмотивом всей украинской истории было безудержное желание украинского народа к воссоединению с Россией и что русское централизованное государство в экономическом, политическом и культурном отношении являлось на тот момент более прогрессивным государством, чем шляхетская Польша. Издание пишет: «утверждая, что  воссоединения Украины с Россией навеки объединило их исторические судьбы, составители издания приложили максимум усилий, чтобы представить в идиллистическом свете сложные перипетии украино-российских отношений... но, вопреки заданию, поставленному перед составителями, документы трёхтомника убедительно свидетельствуют об истинных устремлениях украинской элиты, для которой протекторат российского царя был прежде всего способом легитимизации возникшей в ходе национально-освободительной войны казацкой державы, закрепление её независимости от Речи Посполитой».